# Michel Van Aerde
Michel Van Aerde, né le 2 octobre 1933 à Zonnegem et mort le 11 août 2020 à Burst, est un coureur cycliste belge. Professionnel de 1956 à 1966, il a notamment été champion de Belgique sur route en 1961 et vainqueur d'étape du Tour de France en 1960 et 1961.

## Palmarès
- 1953
  - 5e étape du Tour du Limbourg amateurs
  - 4e du championnat du monde sur route amateurs
- 1954
  -  Champion de Belgique sur route des militaires
- 1955
  - 2e du Tour de Belgique amateurs
- 1956
  - 3e de Gand-Wevelgem indépendants
  - 3e du Tour des Flandres des indépendants
  - 9e de Paris-Tours
- 1957
  - 4e étape du Tour de Normandie
  - Paris-Valenciennes
  - Trophée des Trois Pays
  - 3ea et 5e étapes du Critérium du Dauphiné libéré
  - 4e étape du Tour de l'Ouest
  - Stadsprijs Geraardsbergen
  - 2e d'À travers la Belgique
  - 2e du Circuit de la vallée de la Lys
  - 2e du Grote Prijs Dr. Eugeen Roggeman
  - 5e du Critérium du Dauphiné libéré
- 1958
  - 2e du Circuit de Flandre centrale
  - 2e de la Vlaamse Pijl Kalken
  - 3e du Grand Prix de Fréjus
  - 3e du Tour de Lombardie
- 1959
  - 10e étape de Paris-Nice
  - Prix de Saint-Lievin-Esse
  - 2e du Circuit des Trois Provinces (Avelgem)
  - 2e de Kessel-Lier
  - 5e de Milan-San Remo
  - 9e de Paris-Nice
- 1960
  - 15e étape du Tour de France
  - 2e du Prix de Saint-Lievin-Esse
  - 2e du Circuit des régions flamandes
  - 3e du Championnat des Flandres
- 1961
  -  Champion de Belgique sur route
  - 12e étape du Tour de France
  - Circuit des Trois Provinces (Avelgem)
  - 2e du championnat de Belgique de l'américaine
  - 2e du Circuit de Flandre orientale
  - 2e de la Flèche brabançonne
  - 5e de Milan-San Remo
- 1962
  - 1reb étape du Tour de Belgique (contre-la-montre)
  - 2e du Tour des Flandres
  - 3e du championnat de Belgique de l'américaine
- 1963
  - 3e de Gand-Wevelgem
  - 7e du Tour des Flandres

## Résultats sur les grands tours

### Tour de France
7 participations 
- 1959 : 22e
- 1960 : 24e, vainqueur de la 15e étape
- 1961 : 13e, vainqueur de la 12e étape
- 1962 : abandon (14e étape)
- 1963 : abandon (16e étape)
- 1964 : 58e
- 1965 : 35e

### Tour d'Espagne
2 participations 
- 1964 : 24e
- 1965 : abandon (9e étape)

### Tour d'Italie
1 participation 
- 1960 : abandon (3e étape)